# Олівія Ньютон Банді
Браян Тютюнік (англ. Brian Tutunick), відоміший як Олівія Ньютон Банді — американський музикант, який був першим басистом гурту Marilyn Manson & the Spooky Kids. У 1990 р. музикант вийшов зі складу колективу. Його сценічне ім'я сформоване поєднанням імен співачки Олівії Ньютон-Джон та серійного вбивці Теда Банді.
У 1991 р. він заснував гурт Collapsing Lungs. У 1993 р. група підписала контракт з Atlantic Records. Через рік вийшов дебютний міні-альбом Colorblind. Згодом після національного туру Браян покинув гурт. Лейбл розірвав угоду й колектив розпався. Більшість його колишніх учасників увійшли до складу гурту L.U.N.G.S.. Назва групи є абревіатурою «Losers Usually Never Get Signed» (у пер. з англ. Невдах зазвичай ніколи не підписують).
У 1996 р. Тютюнік та тьорнтейблист Ґрінч заснували групу Nation of Fear, яка невдовзі випустила однойменний студійний альбом на лейблі DiMar Records. Гурт поїхав на гастролі з Genitorturers та Lords of Acid. Після туру група повернулася до Форт-Лодердейлу, щоб записати другу платівку Everything Beautiful Rusts, яку було видано в 1998 р. У 2000 р. гурт розпався. Деякий час Браяна можна було побачити в щотижневому музичному шоу Feedback, яке транслювалося на каналі PAX TV.
31 жовтня 2008 р. музикант одружився зі своєю давньою дівчиною Амандою. На початку 2010 р. Браян став фронтменом Depravity Scale, рок-групи з Орландо.